# Goodeidae
La famiglia Goodeidae Jordan & Gilbert, 1883 comprende 55 specie di pesci d'acqua dolce appartenenti all'ordine Cyprinodontiformes.

## Etimologia
Il nome scientifico della famiglia è un omaggio all'ittiologo George Brown Goode.

## Distribuzione e habitat
I Goodeidi sono diffusi nelle acque interne del Messico, dai grandi fiumi alle piccole pozze.

## Descrizione
I pesci della famiglia si differenziano nella forma del corpo e nel tipo di alimentazione, principalmente a causa dell'habitat in cui vivono.

## Riproduzione
Solitamente i componenti di questa famiglia sono associati ai Pecilidi per via della loro fecondazione interna ma i Goodeidi non sono ovovivipari, in quanto l'embrione viene nutrito all'interno del corpo della madre e non, come nei Pecilidi, solo protetto. Il nutrimento degli embrioni avviene tramite strutture chiamate "trofotenie" che svolgono lo stesso ruolo del cordone ombelicale (ma questa è solo un'analogia funzionale e non strutturale).
Questa particolarità porta a una minore quantità di avannotti in confronto agli ovipari e agli ovovivipari.
Inoltre la femmina non ha la capacità di conservare lo sperma del maschio come accade in alcuni Pecilidi, per cui è necessaria una fecondazione per ogni parto.

## Rischio di estinzione
I Goodeidi sono in pericolo, minacciati dall'industrializzazione che sta interessando il loro habitat naturale.

## Specie
La famiglia comprende 55 specie, suddivise in 18 generi:
- Allodontichthys hubbsi
- Allodontichthys polylepis
- Allodontichthys tamazulae
- Allodontichthys zonistius
- Alloophorus robustus
- Allotoca catarinae
- Allotoca diazi
- Allotoca dugesii
- Allotoca goslinei
- Allotoca maculata
- Allotoca meeki
- Allotoca regalis
- Allotoca zacapuensis
- Ameca splendens
- Ataeniobius toweri
- Chapalichthys encaustus
- Chapalichthys pardalis
- Chapalichthys peraticus
- Characodon audax
- Characodon garmani
- Characodon lateralis
- Crenichthys baileyi albivallis
- Crenichthys baileyi baileyi
- Crenichthys baileyi grandis
- Crenichthys baileyi moapae
- Crenichthys baileyi thermophilus
- Crenichthys nevadae
- Empetrichthys latos concavus
- Empetrichthys latos latos
- Empetrichthys latos pahrump
- Empetrichthys merriami
- Girardinichthys ireneae
- Girardinichthys multiradiatus
- Girardinichthys viviparus
- Goodea atripinnis
- Goodea gracilis
- Goodea luitpoldii
- Hubbsina turneri
- Ilyodon cortesae
- Ilyodon furcidens
- Ilyodon lennoni
- Ilyodon whitei
- Ilyodon xantusi
- Skiffia bilineata
- Skiffia francesae
- Skiffia lermae
- Skiffia multipunctata
- Xenoophorus captivus
- Xenotaenia resolanae
- Xenotoca eiseni
- Xenotoca melanosoma
- Xenotoca variata
- Zoogoneticus purhepechus
- Zoogoneticus quitzeoensis
- Zoogoneticus tequila